# Meteorologiåret 1933

## Händelser

### Januari
- 1 januari-31 december - Antalet tropiska stormar på Atlanten slår under året rekord med 21 stycken [1].

### Februari
- 6 februari – I Oymyakon, Ryssland uppmäts temperaturen −68 °C (−90 °F) och tangerar därmed Asiens lägsta uppmätta temperatur någonsin från 1892 [2].
- 6-7 februari - Vågor på 134 meter med medelhastigheten 135 meter per sekund skall ha registrerat från USS Ramapo på norra Stilla havet [3].
- 8 februari – Arktisk luft blåser in i Minnesota, USA [4].

### Maj
- 18 maj – Två tornados härjar i Minnesota, USA [5].

### Juli
- 8 juli – Med + 36,0 °C i Sveg, Sverige uppmäts värmerekord för Härjedalen [6].
- 9 juli
  - I Ultuna i Sverige uppmäts + 38 °C, svenskt värmerekord dittills [7].
  - Med + 36,8 °C i Ulvhäll, Sverige uppmäts värmerekord för Södermanland [8].
  - Med + 36,0 °C i Västerås, Sverige uppmäts värmerekord för Västmanland [9].
- 10 juli - Med + 35,0 °C i Hoting, Sverige uppmäts värmerekord för Ångermanland [10].
- 25 juli – Med temperaturen + 31,1 °C i Calgary i Alberta, Kanada noteras nytt lokalt värmerekord [11].

### Augusti
- 11 augusti – Temperaturen + 57,8 °C uppmäts i San Luis[förtydliga] i Mexiko och tangerar därmed 1922 års rekord från Aziza,  Italienska Nordafrika [12].

### November
- November - Danmark upplever med medeltemperaturen + 7,7°C sin varmaste novembermånad någonsin [13].
- 11-12 november - Minnesota, USA drabbas av en svår storm, med snö i de nordvästra delarna [14].
- 13 november – En sandstorm härjar i USA [15].

### December
- 14 december - Flera isstormar härjar i sydöstra och centrala Minnesota, USA [16].
- 29 december – 14 städer i Ontario, Kanada upplever sin kallaste dag någonsin [11].

## Födda
- 3 december – Paul J. Crutzen, nederländsk ingenjör, meteorolog och kemist. Nobelpristagare i kemi 1995.

## Avlidna
- 28 juni – Axel Hamberg, svensk geograf, mineralog, geolog, hydrograf, meteorolog och fysiker.
- 26 oktober – Evelyn Briggs Baldwin, amerikansk meteorolog och polarforskare.

### Fotnoter
1. ↑  SMHI Arkiverad 27 oktober 2012 hämtat från the Wayback Machine.
2. ↑  Global Measured Extremes of Temperature and Precipitation. National Climatic Data Center. Läst 21 juni 2007.
3. ↑  SMHI
4. ↑  ”Arkiverade kopian”. Arkiverad från originalet den 26 juli 2010. https://web.archive.org/web/20100726102650/http://www.climate.umn.edu/pdf/day_in_weather_history/february_wx_history.pdf. Läst 16 februari 2011.
5. ↑  ”Arkiverade kopian”. Arkiverad från originalet den 16 juli 2010. https://web.archive.org/web/20100716103814/http://www.climate.umn.edu/pdf/day_in_weather_history/may_wx_history.pdf. Läst 16 februari 2011.
6. ↑  SMHI
7. ↑  SMHI
8. ↑  SMHI
9. ↑  SMHI
10. ↑  SMHI
11. 1 2  ”Dan, Dan the Weatherman's Canadian Weather Trivia Page”. Arkiverad från originalet den 9 september 2013. https://web.archive.org/web/20130909001246/http://www.dandantheweatherman.com/cantriv.html. Läst 7 mars 2011.
12. ↑  SMHI
13. ↑  DMI
14. ↑  Famous Minnesota Winter Storms (Listed Chronologically) Arkiverad 7 januari 2009 hämtat från the Wayback Machine.
15. ↑  ”Arkiverade kopian”. Arkiverad från originalet den 16 juli 2010. https://web.archive.org/web/20100716104924/http://www.climate.umn.edu/pdf/day_in_weather_history/november_wx_history.pdf. Läst 16 februari 2011.
16. ↑  ”Arkiverade kopian”. Arkiverad från originalet den 22 juni 2010. https://web.archive.org/web/20100622121311/http://climate.umn.edu/pdf/ice_storms_in_minnesota.pdf. Läst 15 februari 2011.